# Эльмурзаев, Герсолт Хасанович
Герсолт Хасанович Эльмурзаев (чечен. Эльмурзан Хьасани кІант ГІерсолт; 1 февраля 1947, Казахская ССР, СССР — 13 июля 2013, Чеченская Республика, Россия) — государственный и общественный деятель. Партийный руководитель. Один из лидеров оппозиционного движения в Чечне после развала Советского Союза.

## Биография
Родился в 1947 году, Казахской ССР, представитель тайпа Зумсой. Окончил Чечено-Ингушский государственный педагогический институт.
С 1971 года партийный и комсомольский деятель, являлся председателем городского исполнительного комитета Гудермеса и первым секретарем обкома ВЛКСМ ЧИАССР.
С 1989 года — заведующий Идеологическим отделом Чечено-Ингушского областного комитета КПСС, в 1990—1991 гг. — первый заместитель председателя Совета министров Чечено-Ингушетии.
Первым выступил против Августовского путча из руководства ЧИАССР, также выступал за перевыборы Верховного Совета Чечено-Ингушетии.
После прихода Джохара Дудаева организовал оппозиционное движение, выступавшее за общенародный съезд и выборы функционирующего правительства.

«В настоящее время забыты многие священные традиции предков: уважение к старшим, к женщине. Эти издержки в воспитании выплеснулись на площади и в парки, в неуважение законов и в отсутствие элементарного уважения к человеческому общежитию. Культ рубля, заработанного упорным трудом, перерос в свою противоположность — в культ рубля, добытого любым способом, даже преступным».— Г. Х. Эльмурзаев. 1992 г

### Первая чеченская война
После создания Комитета национального согласия (КНС), являвшегося де-юре парламентом в Чечне, Эльмурзаев был назначен заместителем председателя. Также позже в различных источниках отмечен как председатель КНС, однако сообщается, что Эльмурзаев отказался от этой должности. После начала масштабных военных действий и массовых убийств мирного населения Эльмурзаев и некоторые другие правительственные деятели начали выражать явную озабоченность и критическое отношение к данным действиям, в результате чего сложилось общественно-политическое объединение «Круглый стол», чьими руководителями стали Герсолт Эльмурзаев и Руслан Кутаев. В данное объединение вошли также различные партии, комитеты и представители штаба ЧРИ.
В начале 1996 года между лидерами «Круглого стола» было достигнуто соглашение о необходимости объединения сил для прекращения военных действий на территории Чеченской Республики и за вывод российских войск. В феврале был создан Оргкомитет во главе с лидером Аграрной партии и Движения за возрождение конституции Герсолтом Эльмурзаевым и лидером Партии национальной независимости Русланом Кутаевым. Став в оппозицию к администрации Доку Завгаева, признали нелегитимность проведения каких-либо выборов правительства Завгаевцами, что также привело к расколу правительства и срыву Назрановского соглашения.

### Межвоенный кризис в ЧРИ
Герсолт Эльмурзаев вошёл в умеренно-центристское крыло, которое поддерживало курс Аслана Масхадова. После вывода российских войск и избрания Масхадова президентом, из представителей интеллигенции был создан деловой кабинет, в чьи обязанности входило налаживание отношений с другими странами и людьми, в 1997 году Герсолт Эльмурзаев был назначен помощником президента и вице-премьером по социальным вопросам и проблемам. Однако после антиправительственных выступлений и давления со стороны радикальных лидеров и их приспешников, Масхадову пришлось распустить кабинет.

### Дальнейшая судьба
Вошел в совет Федерации профсоюзов Чеченской Республики, координирующие защиту социально-трудовых и гражданских прав, несколько раз являлся кандидатом в ГосДуму, представляя оппозиционную партию Новый курс — автомобильная Россия, выступавшая против президента Владимира Путина и Второй чеченской войны, также от партии РОДП «Яблоко». Занимался общественной деятельностью, являлся одним из учредителей Благотворительного фонда «Развитие Агропромышленного комплекса Чеченской Республики» и организации «Клуб политической элиты». Помимо был заместителем председателя гос. организации РОСТО ДОСААФ ЧР.